# Cochlodinella poeyana
Cochlodinella poeyana är en snäckart som först beskrevs av d'Orbigny 1841.  Cochlodinella poeyana ingår i släktet Cochlodinella och familjen Urocoptidae. Inga underarter finns listade i Catalogue of Life.